# Моленар, Корнелис
Корнелис Моленар, или Корнелис Моленер (нидерл. Cornelis Molenaer, Cornelis Molenaar; ок. 1540, Антверпен — 1589, Антверпен) — фламандский живописец, рисовальщик и гравёр, мастер пейзажей «с библейскими фигурами».

## Биография
Моленар родился в Антверпене в семье Яна де Моленара (? — ок. 1555) и Мари Хес Франсдохтер. Его братом был Ян де Моленар Второй. По словам историографа Карела ван Мандера, автора «Книги о художниках» (1604—1614), Корнелиса называли «косоглазый Нил Антверпенский» (Schelen Neel van Antwerpen). Он был «хорошим пейзажистом, писал быстро, но мало разбирался в фигурах». По словам ван Мандера, Моленар «был очень добр, и многие художники использовали его в своих интересах, имея дома плохое управление и правила и большую нищету, потому что он, будучи пьяницей, часто оставлял работу невыполненной». Поэтому, возможно, он нанимался к другим художникам.
Корнелис Моленар сотрудничал с другими местными художниками, такими как Гиллис Куанье и Гиллис Мостарт, в картинах которых он писал пейзажный фон.
Его сын Ян де Мейленер (Jan de Meuleneer) был живописцем бытового жанра, а его внук Питер Мейленер стал выдающимся баталистом и пейзажистом.
В Харлеме под фамилией Моленар работали три брата-живописца: Ян Минсе Моленар (1610—1668), подражавший Ф. Халсу и А. ван Остаде, Бартоломеус (1618—1650) и пейзажист Клас Моленар (1630—1676). Произведения братьев представлены в санкт-петербургском Эрмитаже.

## Галерея

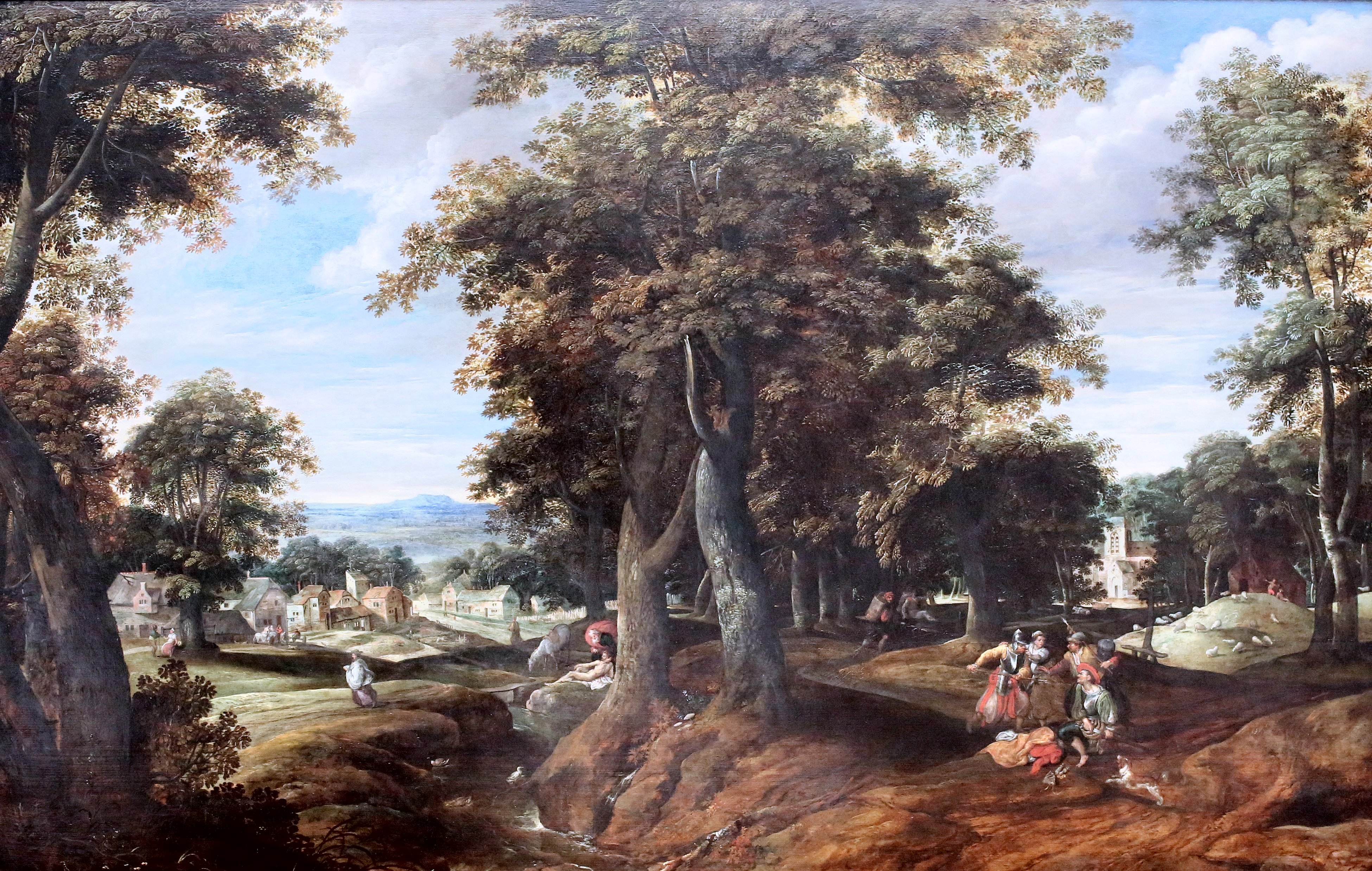
Лесной пейзаж с добрым самаритянином. 1580. Дерево, масло. Берлинская картинная галерея
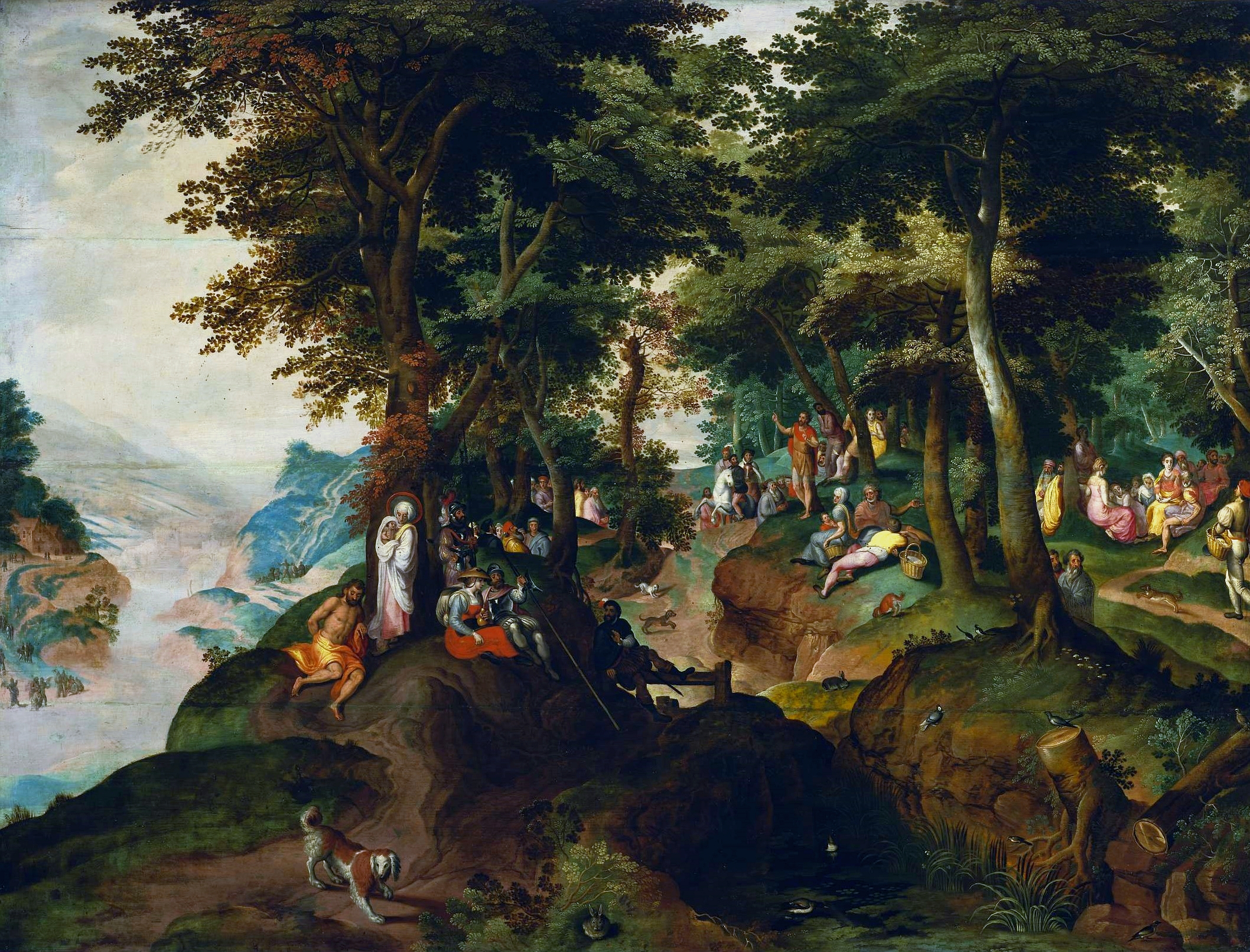
Пейзаж со святым Иоанном Крестителем. Дерево, масло. Национальный музей, Варшава
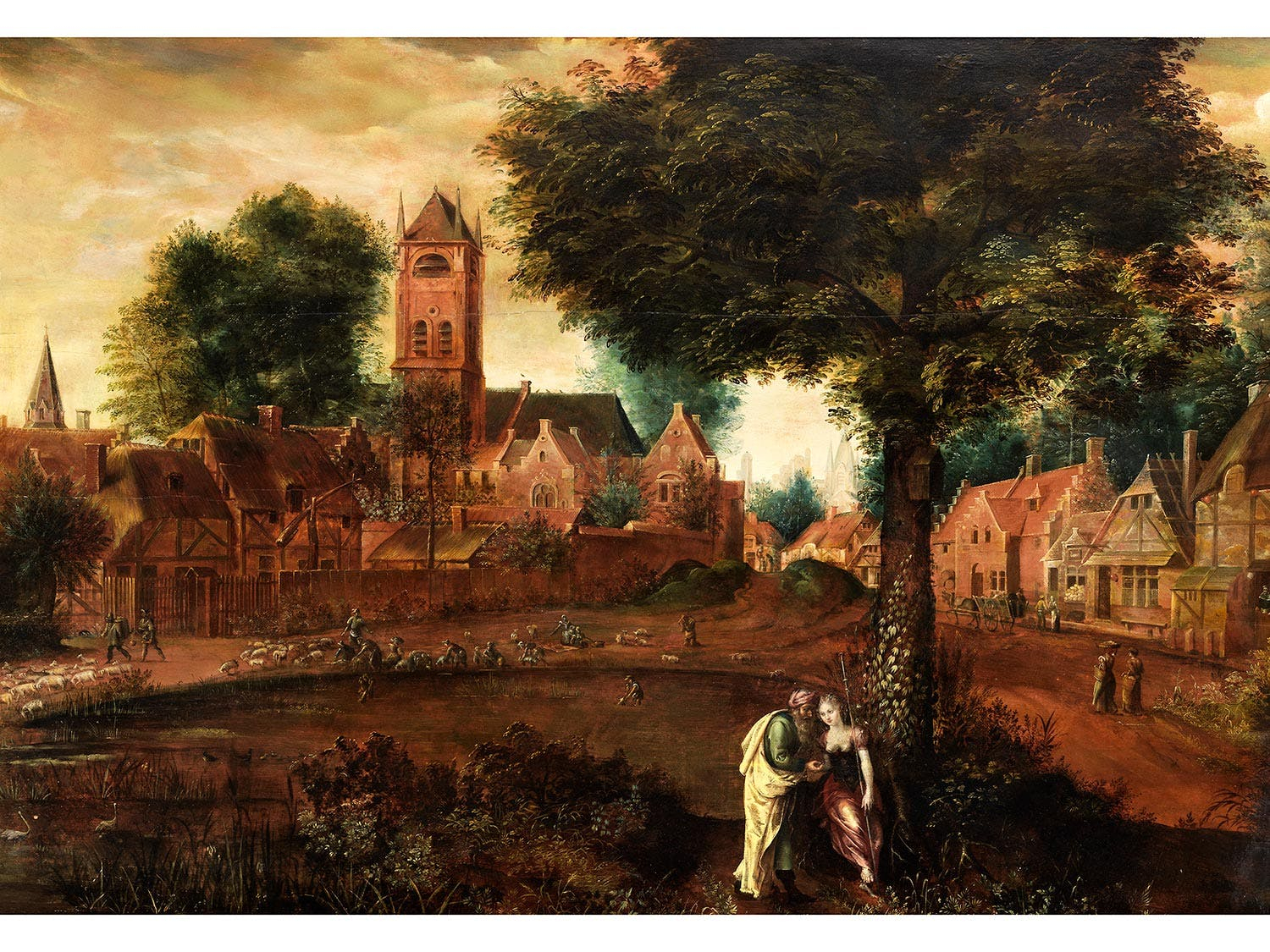
Вид на пруд фламандского города с влюбленной парой. 1580. Дерево, масло. Частное собрание
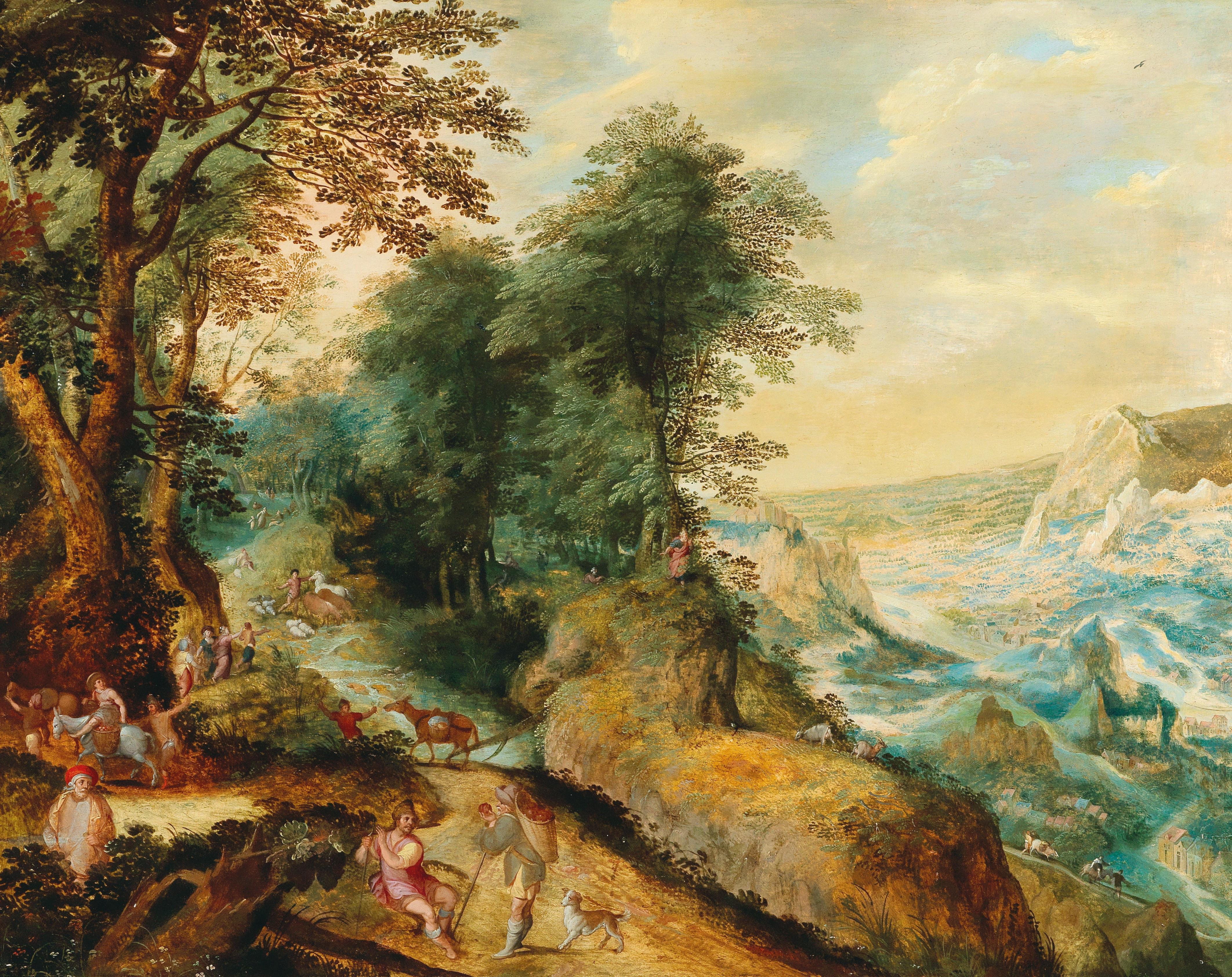
Моисей на горе Нево. Дерево, масло. Частное собрание
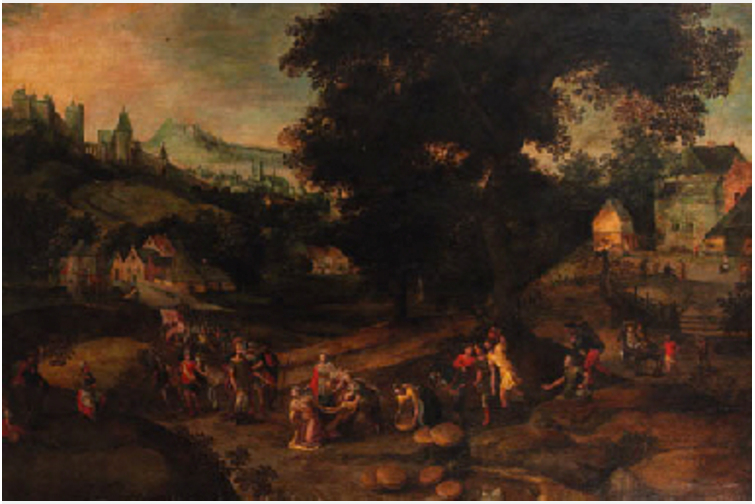
Давид и Абигаил. Холст, масло. Переведено с дерева. Частное собрание
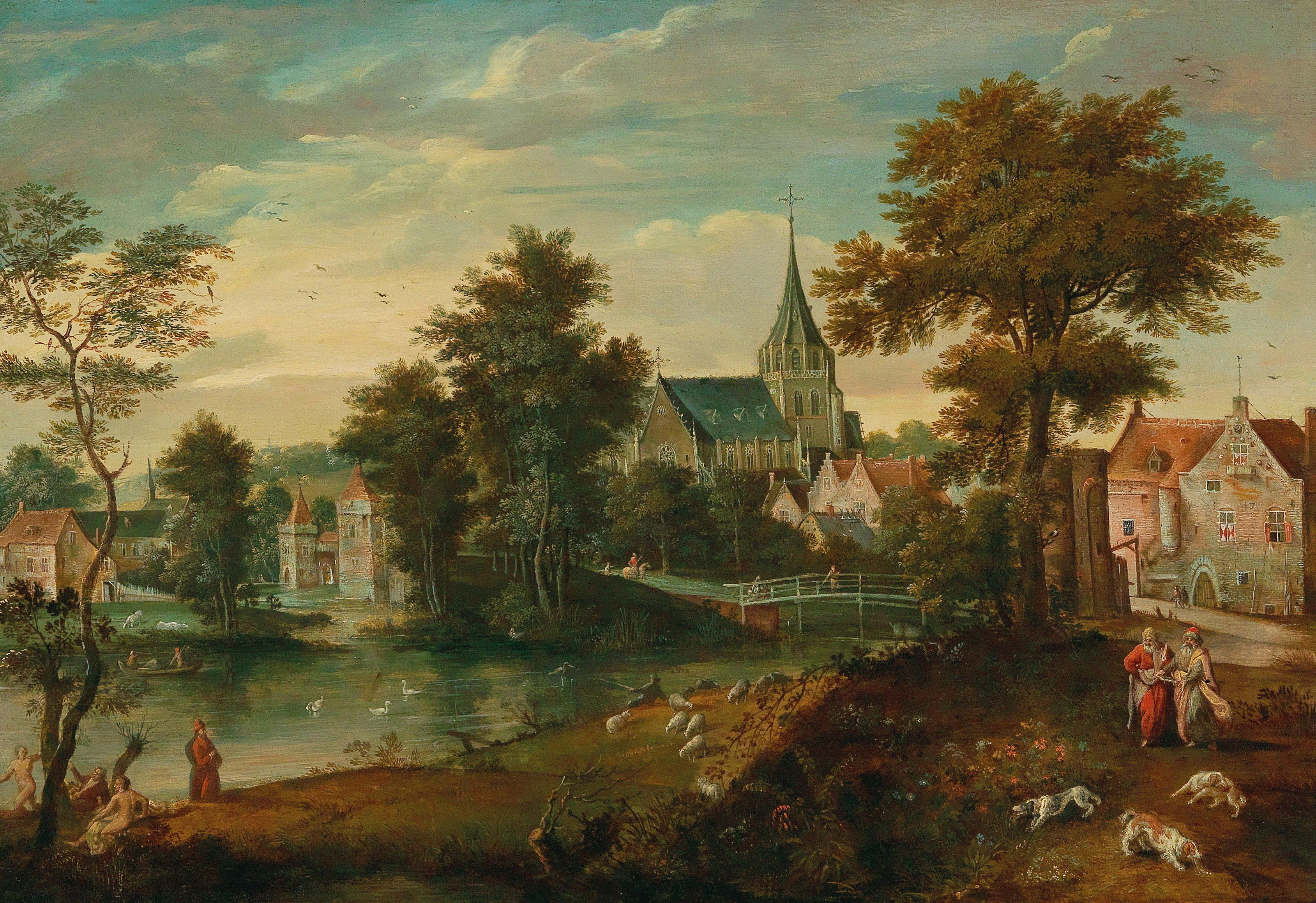
Речной пейзаж с тремя патриархами. Дерево, масло. Частное собрание